# Ulla Asklund
Ulla Asklund, född 1928, är en svensk barnboksförfattare.
Ulla Asklund utgav en del av sina böcker under eget namn, andra under pseudonymen Britt Borné. Främst är hon känd för sina bilderbokshäften med illustrationer av Sven Caas.